# Telenovelas de Univision

Logotipo actual de Univision Communications.

En 1994, José Enrique Crousillat rompió con Telemundo y se asoció con Televisa y Univision Communications. Su empresa Capitalvision International Corporation fue renombrada en Star Television y en Miami produjeron Morelia. Pero, muy pronto se volvió administrador de la cadena peruana América Televisión y manteniendo la afiliación con Televisa fundó en 1996 América Producciones. Similarmente en 1997, después de una telenovela juntos, Alfredo Schwarz y su empresa Fonovideo Productions rompieron con Telemundo y produjeron solos María Celina, que posteriormente fue transmitida en Univisión.
Fue en 1998 cuando Fonovideo Productions se asoció con Venevisión y juntos iniciaron una nueva línea de producción de telenovelas en Miami, principalmente dedicada para la transmisión en Univisión. Entre 1998 y 2004 produjeron La mujer de mi vida, Enamorada, La revancha, Secreto de amor, Gata salvaje, Rebeca y Ángel rebelde. En 2002, Enrique Torres y Paloma Productions produjeron en Los Ángeles la telenovela Te amaré en silencio, también para Univision Communications.
En 2004, Fonovideo Productions y Venevisión se separaron: Fonovideo Productions comenzó producir telenovelas en Miami para Televisa y Venevisión fundó sus propios estudios en Miami llamados Venevisión International Productions y continuó produciendo para Univision Communications. Aunque todas las telenovelas de Televisa prácticamente también son las de Univision Communications, Inocente de ti, El amor no tiene precio, Las dos caras de Ana y Bajo las riendas del amor son especialmente importantes para Univision Communications porque fueron grabadas en Miami. En 2008, Fonovideo Productions cerró sus operaciones porque Televisa se adueñó completamente de la empresa. Por su propia cuenta, Venevisión International Productions entre 2004 y 2010 produjo Soñar no cuesta nada, Olvidarte jamás, Mi vida eres tú, Acorralada, Amor comprado, Valeria, Alma indomable y Pecadora.
Después en 2010 y 2011 Venevisión International Productions produjo Sacrificio de mujer y Corazón apasionado, respectivamente. En 2010, Univision Communications, también por fin, fundó sus propios estudios y junto con Venevisión International Productions continuaron la producción de telenovelas en Miami, creando historias como Eva Luna, El Talismán, Rosario, Cosita linda y Voltea pa' que te enamores. Cuando la alianza entre Telemundo Estudios Miami y RTI Producciones se terminó en 2012, RTI Producciones se unió con Televisa. Como parte del contrato Televisa le exigió a RTI Producciones que produzcan en Colombia y Venezuela para ellos. Las telenovelas grabadas en Colombia iban a ser transmitidas en el canal hermano de Univision UniMás (ex Telefutura) y las grabadas en Venezuela en Televen. Después de producir ¿Quién eres tú?, se decidieron para el formato de la telenovela corta y produjeron La Madame, La viuda negra, El chivo y La esquina del diablo para UniMás. Adicionalmente, Venevisión International, BE-TV y Univision Communications abrieron en 2013 otra línea de producción de la telenovela corta en Miami. Su primer proyecto fue Los secretos de Lucía, grabada en parte en Miami, y la siguen Demente criminal y Ruta 35, grabadas completamente en Miami. También, Caracol Televisión, Televisa y Univision Communications grabaron en 2014 en Colombia Tiro de gracia. Con Señorita Pólvora y El Dandy surgió la nueva alianza de Univision Communications, Televisa, Sony Pictures Television y Teleset.
Actualmente para Univision Communications producen:
- Venevisión International y Univision Studios en Miami, encabezados por: 
  - Peter Tinoco - expresidente de Venevisión International Productions (2010-2014),
  - Carlos Sotomayor - gerente general de producción dramática de Univision Studios (2010-hoy),
  - Juan Carlos Sosa - presidente de Venevisión International Productions (2014-hoy),
    - productores ejecutivos de Venevisión International y BE-TV (Carlos Lamus Alcalá y Cristina Palacio) que trabajan por proyecto.
- RTI Producciones en Colombia, encabezados por:
  - Hugo León Ferrer - vicepresidente de desarrollo de RTI Producciones (2013-hoy),
    - productores ejecutivos de RTI Producciones (Andrés Santamaría, Madeleine Contreras y María Fernanda Bateman) que trabajan por proyecto.
- Teleset y Sony Pictures Television en México, encabezados por:
  - Juan Pablo Posada - vicepresidente creativo de Teleset (2014-hoy),
    - productores ejecutivos de Sony Pictures Television (Gabriela Valentán y Daniel Ucros) que trabajan por proyecto.